# Weiler (Adelsgeschlecht)

Stammwappen derer von Weiler

Weiler ist der Name eines alten schwäbischen Adelsgeschlechts mit Stammsitz in Weiler, heute Ortsteil von Obersulm im Landkreis Heilbronn.

## Geschichte

### Ursprünge

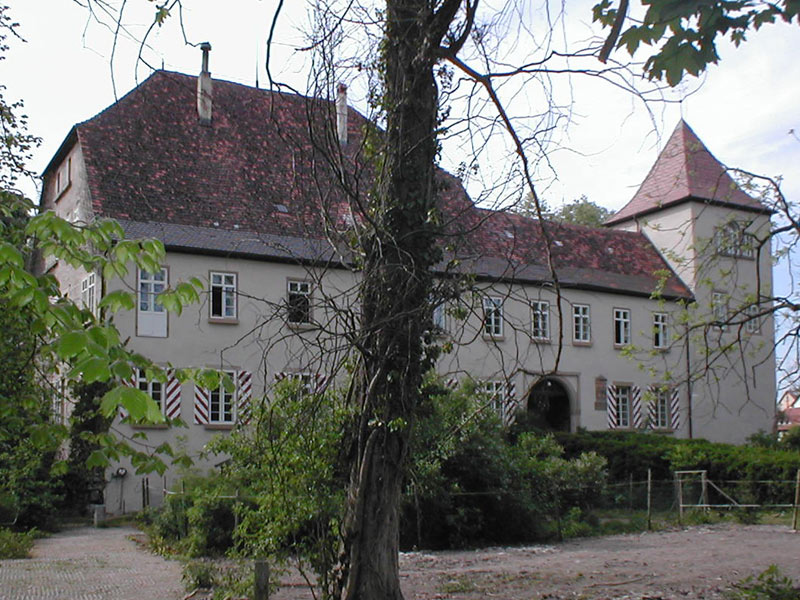
Schloss Weiler

Der Ort Weiler, Stammsitz der Familie, wurde 1037 erstmals erwähnt. Die ältesten Urkunden über Angehörige der Familie stammen aus der Zeit von 1127 bis 1147 und erwähnen die Brüder Nibelunc, Otto und Konrad. Ulrich von Weiler stiftete 1228 seine Anteile an Affaltrach dem Johanniterspital in Hall. Konrad von Weiler erhielt 1245 von Graf Albrecht von Löwenstein einen vormals zu Lehen gehabten Wald als Eigentum. Die frühen Verwandtschaftsverhältnisse der Familie sind weitgehend unbekannt. Als gesichert gilt, dass die Familie aus der Ministerialität der Grafen von Löwenstein abstammt. Der gesicherte Stammbaum beginnt 1322 mit dem in jenem Jahr verstorbenen Hans von Weiler, auf den alle späteren Nachkommen zurückgehen.

### Stammlinie
Hans’ Sohn Ruprecht verkaufte 1310 einen Hof in Böckingen an das Kloster Schöntal und starb 1342 in Weiler. Ruprechts Sohn Gebin war mit Hedwig von Sachsenheim verheiratet und ist in zahlreichen Urkunden belegt. Er und seine Frau sind in der Johanneskirche in Weinsberg begraben. Gebins Sohn Endris erhielt von den Grafen von Löwenstein ein Zwölftel der Burg in Weiler zu Lehen, die damals bereits als Wasserburg bestand und auf die das heutige Schloss Weiler zurückgeht. Endris erwarb ein weiteres Drittel der Burg von seinem Vetter Hans. Außerdem besaß Endris ein Drittel des Zehnten von Frankenbach und war durch König Wenzel mit dem Schultheißenamt in Wimpfen und Heilbronn belehnt worden, das sich gemeinsam mit der Vogtei bis 1464 in den Händen der Familie hielt. Er erbaute 1399 die Burgkapelle in Weiler, die kirchlich zu Sülzbach zählte. Endris’ Sohn Diether war hohenlohescher Amtmann in Langenburg. Diethers Sohn Dietrich, verheiratet mit Guta von Talheim, hatte zahlreiche Güter in der Umgebung von Weiler zu Lehen.
Als die Kurpfalz 1441 die Oberhoheit über die Grafschaft Löwenstein gewann, trat Dietrich zunächst in kurpfälzische Dienste, war später aber auch Bürge von Graf Ulrich V. von Württemberg. Zu seinem Besitz zählte zuletzt neben dem Stammsitz in Weiler auch die Hälfte von Maienfels, Helfenberg, Schloss Ebersberg bei Backnang sowie das Schloss bei Stetten im Remstal und Burg Lichtenberg. Noch zu seinen Lebzeiten kam die Herrschaft Löwenstein 1504 an Württemberg. Er wurde 1507 in der Hospitalkirche von Stuttgart begraben. Sein Sohn Dietrich war württembergischer Obervogt in Bottwar und Beilstein und kam im Bauernkrieg 1525 bei der Weinsberger Bluttat zu Tode, auch sein Sohn Hans Dietrich wurde im Alter von 14 Jahren ermordet. Dietrichs Sohn Wolf (1508–1585) setzte die Stammfolge fort und führte 1530 die Reformation in Weiler ein. Wolfs Sohn Dietrich (1542–1602) trat wie der Vater in württembergischen Hofdienst und war 1575 Schlosshauptmann in Stuttgart. Auf ihn geht der Neubau von Schloss Weiler in den Jahren 1588 bis 1590 zurück. Unter Dietrichs 15 Kindern setzte der Sohn Conrad (1572–1635) das Geschlecht fort. Er kam bereits 1588 mit 16 Jahren als Page an den württembergischen Hof, kehrte von dort aber 1592 zurück und blieb bis kurz vor seinem Tod in Weiler. Auch sein dritter Sohn Konrad (1600–1662), der das Geschlecht fortsetzte, war als Page bei Hof: zunächst bei Herzog Ludwig Friedrich in Mömpelgard, dann später am Hof der Grafen von Hohenlohe. Später war er an mehreren Feldzügen beteiligt und wurde mehrfach totgesagt.

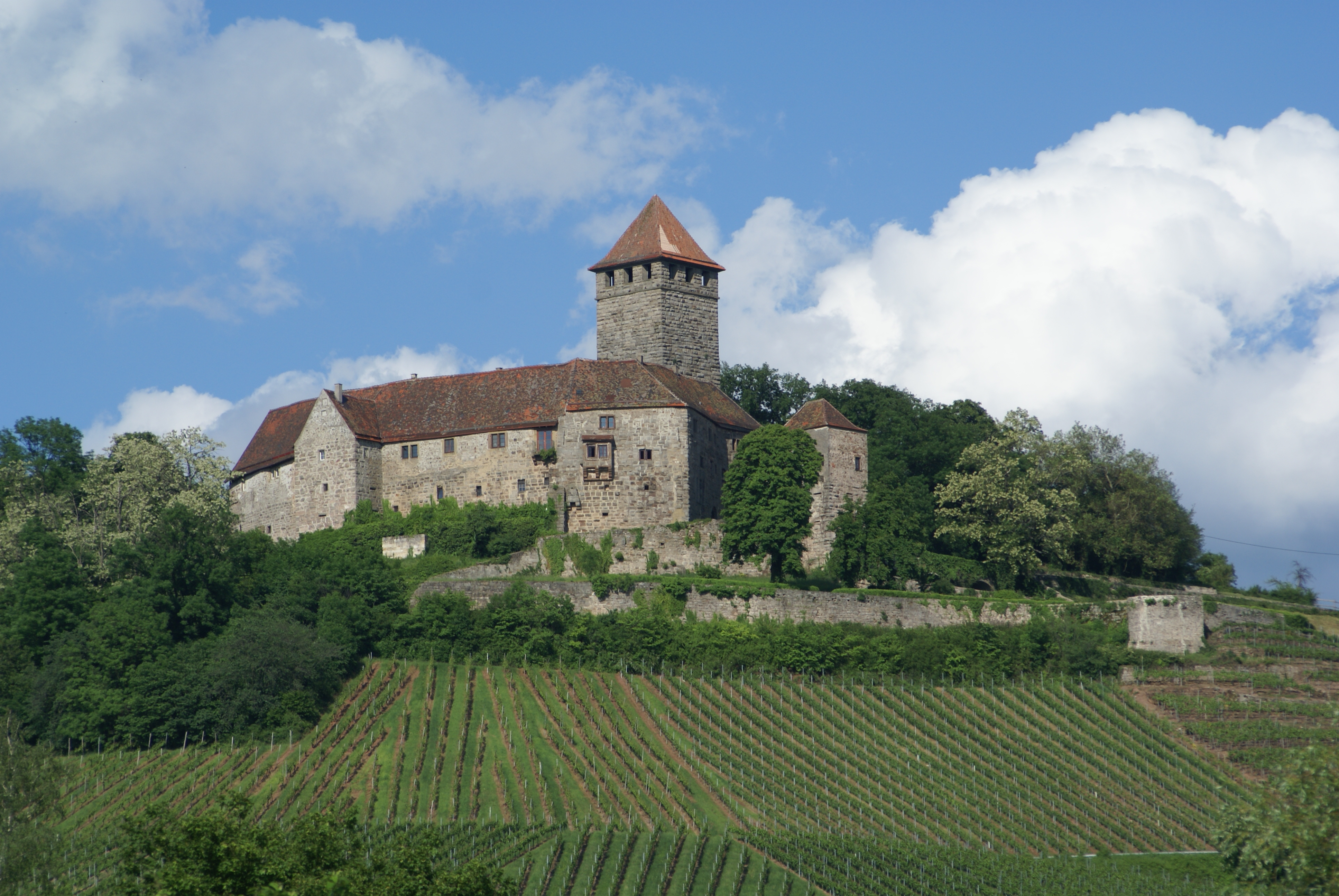
Der heutige Sitz Burg Lichtenberg

Schloss Weiler wurde 1640 im Dreißigjährigen Krieg durch bayerische Truppen verwüstet. Der mehrfach totgesagte Konrad kehrte doch noch nach Weiler zurück und verheiratete sich 1651. Der Ehe entsprangen noch vier Kinder, von denen Ludwig (1657–1729) die Stammfolge antrat. Ludwig verbrachte seine Jugend vier Jahre in Pfarrhäusern, war danach auf dem Heilbronner Gymnasium und heiratete 1684 Maria Elisabeth von Gemmingen-Bürg. Ihm fielen sämtliche Mannlehen des gesamten Geschlechts Weiler zu, und er verwaltete diese Güter von Weiler aus. Sein Sohn Johann Friedrich (1685–1743) stand in württembergischen Diensten und war Forstmeister in Reichenberg. Johann Friedrichs Sohn Friedrich (1724–1799) war bis 1745 in preußischem Militärdienst und vereinigte als einziger Nachkomme wieder alle Linien der Familie auf sich. Er war außerdem Ritterrat im Direktorium des Ritterkantons Odenwald. Sein Sohn Johann Friedrich (1759–1832) war in österreichischem Militärdienst, ebenso dessen Sohn Friedrich Wilhelm Franz (1809–1877) und auch dessen Sohn Friedrich Wolf (1842–1911), dessen Bruder Herrmann im Gefolge von Kaiser Maximilian I. in Mexiko zu Tode kam. Friedrich Wolfs Sohn August (1873–1935) war im Ersten Weltkrieg Major des Generalstabs. Sein Sohn Dietrich (1903–?) war studierter Landwirt und lebte auf Burg Lichtenberg.
Schloss Weiler wurde nach dem Tod von Marie Luise von Weiler verkauft. Familienoberhaupt war Stand 2014 ihr Sohn Burkhard Dietrich Freiherr von und zu Weiler (* 21. Juli 1931; † 10. Oktober 2022), der auf Burg Lichtenberg lebte.
Die reichsunmittelbare Familie Weiler (Weyler auf Weyler) war bis zu dessen Auflösung 1806 Mitglied des Ritterkantons Odenwald der Fränkischen Ritterschaft.

## Wappen
Das Stammwappen zeigt in Silber einen roten Schrägrechtsbalken. Auf dem Helm mit rot-silbernen Decken zwei gestürzte rot-gestulpte silberne Turnierhüte, besteckt mit je drei silbernen Pilgerstäben mit goldenen Knöpfen.
Johann Siebmacher stellte 1605 das Wappen einer fränkischen Familie von Weiler in Rot mit silbernem Schrägbalken und seitenverkehrt dar.
Aufgrund der Wappengleichheit mit der Heilbronner Patrizierfamilie Gebwin und dem Umstand, dass im Stammbaum der Familie von Weiler mehrere Personen namens Geb(w)in auftauchen, wird geschlossen, dass die in Heilbronn bereits im 13. Jahrhundert erwähnte Patrizierfamilie von der Familie von Weiler abstammt.
Das 1960 verliehene Wappen der ehemaligen Gemeinde Weiler kombiniert die Elemente der Wappen der Herren von Weiler mit den württembergischen Hirschstangen.

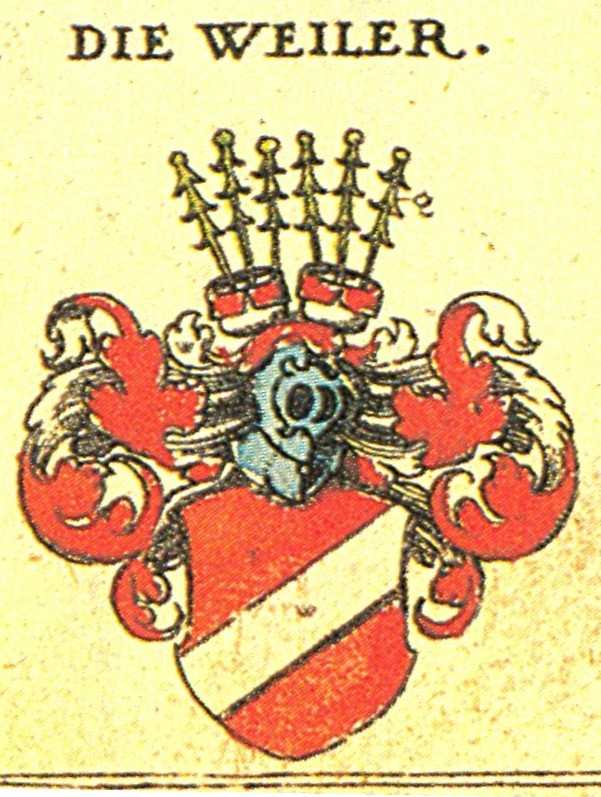
Wappen der fränkischen Weiler in Siebmachers Wappenbuch von 1605
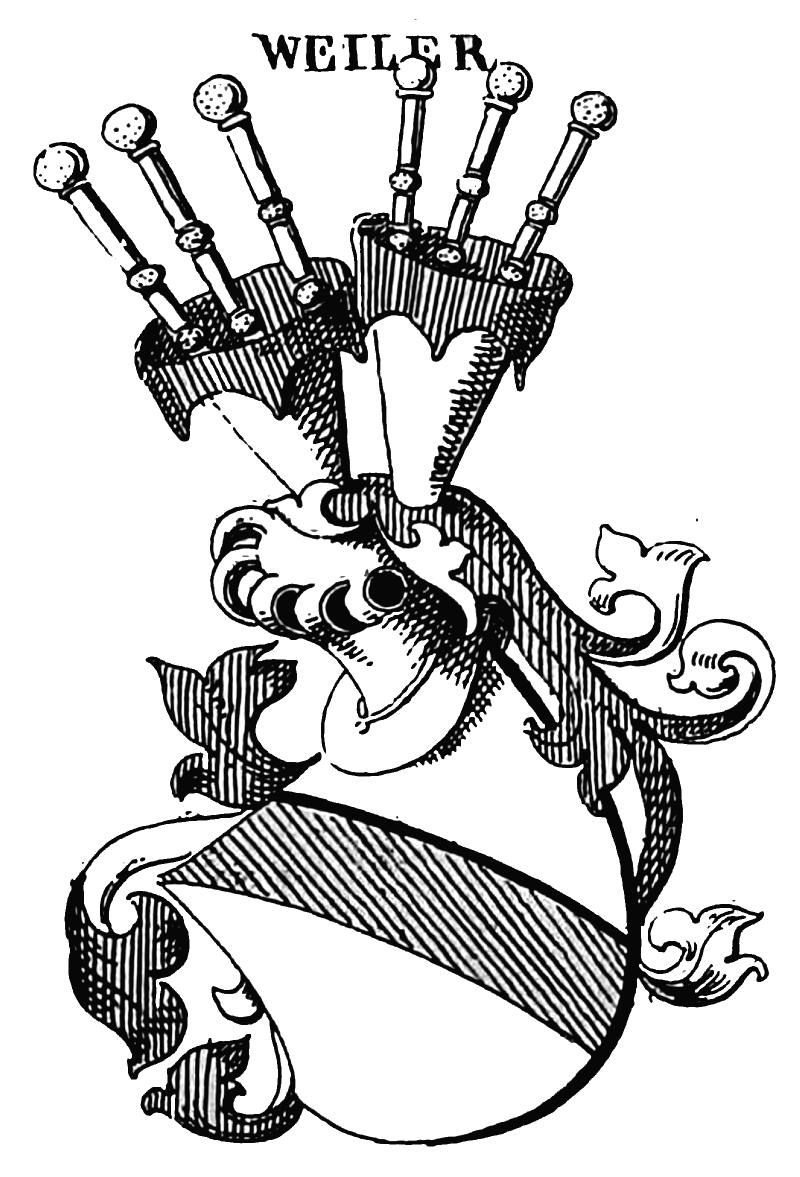
Wappen der Weiler in Siebmachers Wappenbuch von 1857
Wappen der früheren Gemeinde Weiler bei Weinsberg

Wahlspruch: Non est mortale qoud opto